# ジノヴィー・ロジェストヴェンスキー
ジノヴィー・ペトロヴィチ・ロジェストヴェンスキー（ズィノーヴィイ・ペトローヴィチ・ロジェーストヴェンスキイ；ロシア語:Зиновий Петрович Рожественскийズィノーヴィイ・ピトローヴィチュ・ラジェーストヴィンスキイ；ラテン文字表記の例:Zinovij Petrovich Rozhestvenskij、1848年10月30日（グレゴリオ暦11月11日） - 1909年1月1日（グレゴリオ暦1月14日））は、帝政ロシア海軍の軍人、最終階級は少将。日露戦争においてバルチック艦隊（第二・第三太平洋艦隊）の司令長官を務めた。

## 人物概要

### 生い立ち
帝政ロシアの将校には珍しく貴族出身ではなかった（父は軍医）。1864年、海軍幼年学校に入校し、その後ペテルブルクのミハイロフ砲術アカデミーを優秀な成績で卒業した後、1873年、中尉に任官した。

### ロシア海軍
当初、海軍砲術試験委員会で働き、電気工学に興味を持った。1877年、露土戦争に従軍し、四等ゲオルギー勲章を授与された。1883年、ブルガリア海軍司令官となる。その後、バルチック艦隊に移り、1894年、ステパン・マカロフ指揮下の地中海艦隊で装甲巡洋艦「ヴラジーミル・モノマフ」の艦長となった。
1898年、少将に昇進し、バルチック艦隊の教育砲術支隊司令官となった。支隊司令官在任時、現行の貴族中心の採用基準では有能な人物を抜擢できないとして、暗に貴族制度を批判していた。1903年、海軍参謀総長を歴任し、皇帝ニコライ2世の侍従武官を務めて皇帝からの信頼を得た。

### 日露戦争

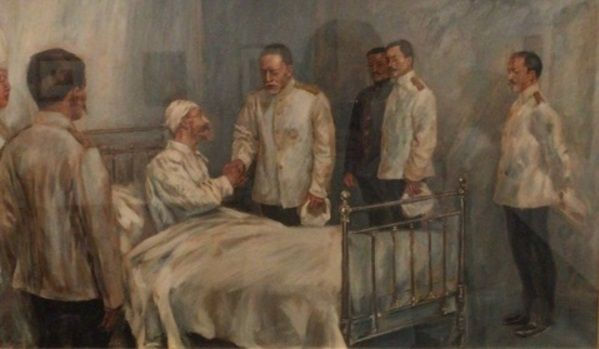
『ロジェストヴェンスキーを見舞う東郷元帥』（藤島武二）

日露戦争に際し、バルチック艦隊（第二太平洋艦隊）を編成して喜望峰経由で極東の地へ赴き、旅順の第一太平洋艦隊の増援とすることを皇帝に提案し、少将ながらこの艦隊の司令長官になる。その後、中将に昇格。ドッガーバンク事件など多くの事件を起こしつつ、アフリカを廻り、マダガスカルで2ヶ月以上も滞在し、マラッカ海峡を経て極東の地に着く。この間、本国ではバルト海に残った艦船で第三太平洋艦隊を編成され、スエズ運河経由で増援として送られたが、これについては「役立たずの艦船を集めたお荷物になるだけ」として強く反対した。
日本海海戦で東郷平八郎大将率いる日本の連合艦隊と交戦した。戦闘開始から約20分後、旗艦クニャージ・スヴォーロフにて砲弾の破片により重傷を負い意識不明状態に陥った。駆逐艦ブイヌイに移乗されたが、ブイヌイが機関故障を起こしたため、駆逐艦ベドーヴイに移乗した。移動中、ベドーヴイが連合艦隊の駆逐艦漣に発見され降伏、捕虜となった（夜戦中に本隊と逸れていた漣と運悪く遭遇した。乗組員の塚本克熊中尉が私物の高倍率双眼鏡を所持しており発見されてしまった等、ロジェストヴェンスキーにとっての不運が重なった）。
佐世保の海軍病院に入院したが、この間東郷大将が見舞いに訪れている。この時の東郷の礼節を尽くした振る舞いに感銘を受け、生涯にわたって東郷を尊敬し続けたという。

### 死去
終戦後の1906年に敗戦の責任を問われ、軍法会議にかけられ少将に降格されたが、無罪となる。この裁判の際、「敗戦の責任は自分にある。この裁判は自分とネボガトフだけを訴追すればいい」と発言した。同年に退役。故郷のサンクトペテルブルクに戻ったが、アパートからほとんど出る事はなく隠遁生活を送った。その2年後肺を病み、翌年心臓発作で死去した。60歳。

## 評価
砲術の研究者としては優秀であったが、バルチック艦隊の司令長官としては無能だったと批判されることが多い。司馬遼太郎の創作小説『坂の上の雲』など驕り高ぶった愚将として書かれているものもある。しかし2007年に発見された31通に及ぶ家族への手紙から、戦場に向かう航海中に既に自軍の状況を的確に把握していたこと、勝ち目の無い戦いであることを予測していたことが判っている。

### 航海中の問題
日露戦争におけるバルチック艦隊の極東への航海は非常に困難なものであった。それは、航海中に寄港できる場所がほとんどなかった他、燃料である石炭の供給が滞ったり、調達できた石炭が粗悪なものであったためである。
その原因は、日本の同盟国であり、良質の石炭を産出するイギリスが、バルチック艦隊によって自国漁船が誤って攻撃されたドッガーバンク事件も手伝って、バルチック艦隊の航路上にある中立の各国に「バルチック艦隊の寄港受け入れは中立違反である」と申し入れを行って圧力を加える、自国の植民地の港への寄港を拒否する、ロシアと契約していたドイツの運輸会社に石炭の供給を止めるなど、あらゆる手段をもってバルチック艦隊の航海を徹底的に妨害したことが大きい。その他にも、日露戦争開戦以来、ロシア軍が負けていたこと、ドッガーバンク事件がイギリスだけでなく欧州各国の世論を反ロシアに大きく傾かせたことなどが挙げられる。
さらに、ロシア海軍省が、寄港地及び燃料供給問題を（ロジェストヴェンスキーの度重なる要求にもかかわらず）解決できなかったことも大きく、すべてがロジェストヴェンスキー1人の責任とは言いがたい。
この航海は喜望峰経由で極東に赴く航路であり、南半球へ行くので、多くのロシア水兵は楽しみにしていたのだが、初めての南国は北国出身の兵たちにとって、慣れない暑さや湿気、病気が過酷を極め、イギリスの圧力によって寄港先が限られ、港での石炭補給ができずにたびたび洋上で石炭補給が行われたのが追い討ちをかけた。あまりにも長すぎる船上生活、いつ敵艦に襲われるかという恐怖、石炭供給の不安は兵員に過度のストレスをもたらし、極東に近づくにつれて厭戦気分が艦隊内に広がり、航海中の軍規が弛緩し、寄港先で脱走する兵が続出した。